# Symphodus roissali
El bodion
(Symphodus roissali) es una especie de peces de la familia Labridae en el orden de los Perciformes.

## Morfología
- Los machos pueden llegar alcanzar los 17 cm de longitud total.[2]

## Distribución geográfica
Se encuentra desde el Golfo de Gascuña hasta Gibraltar, el Mediterráneo y el Mar Negro.

## Galería de imágenes

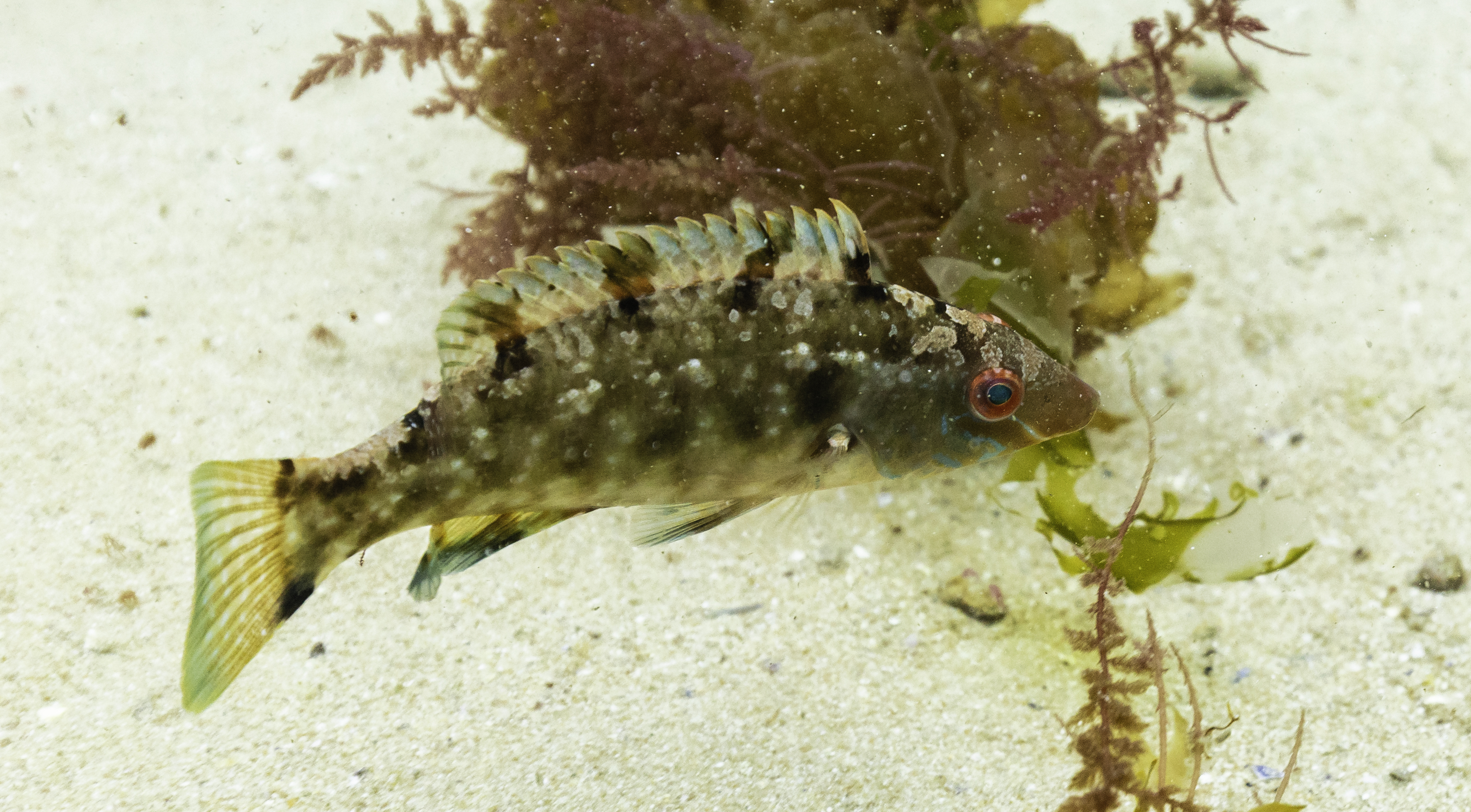
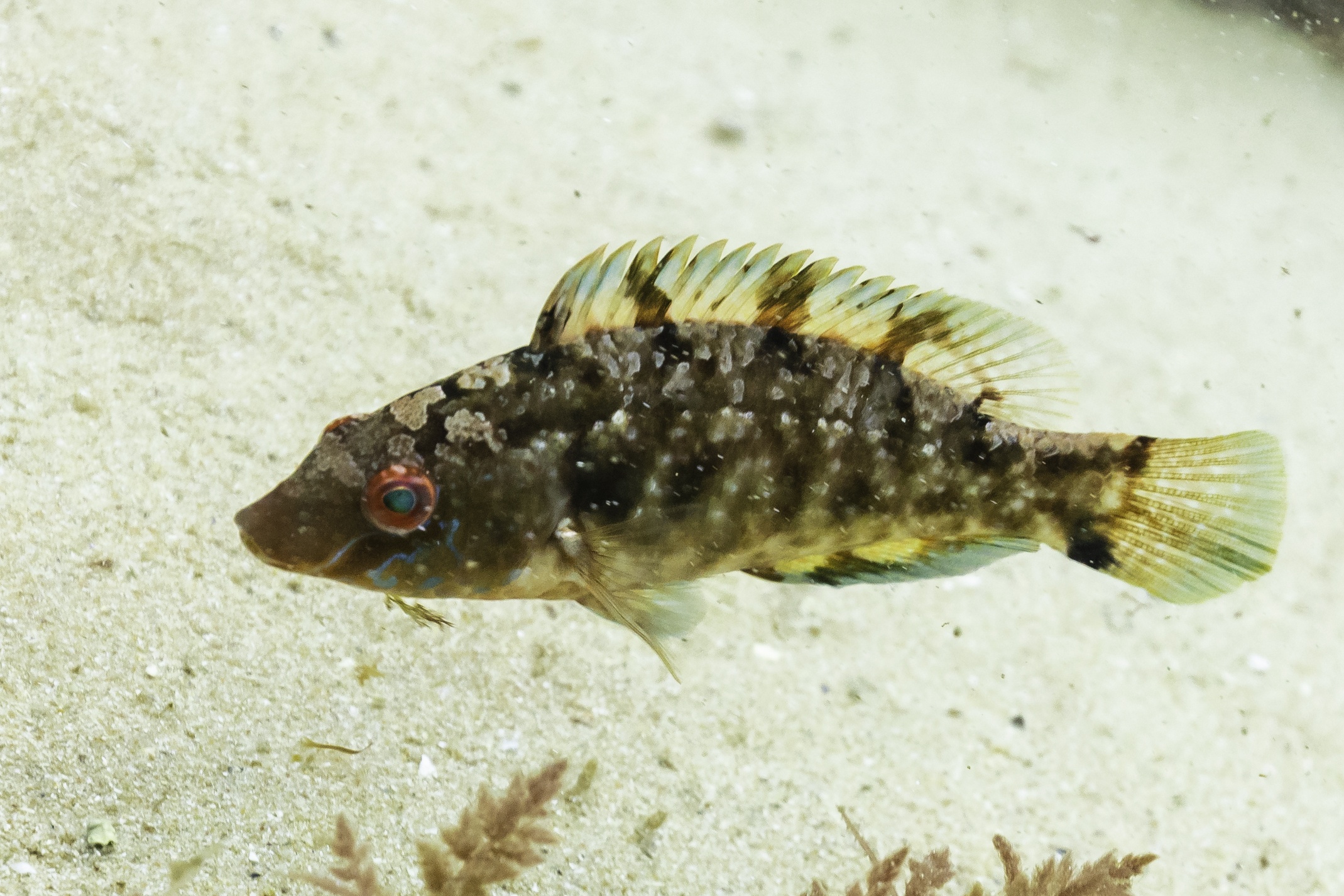
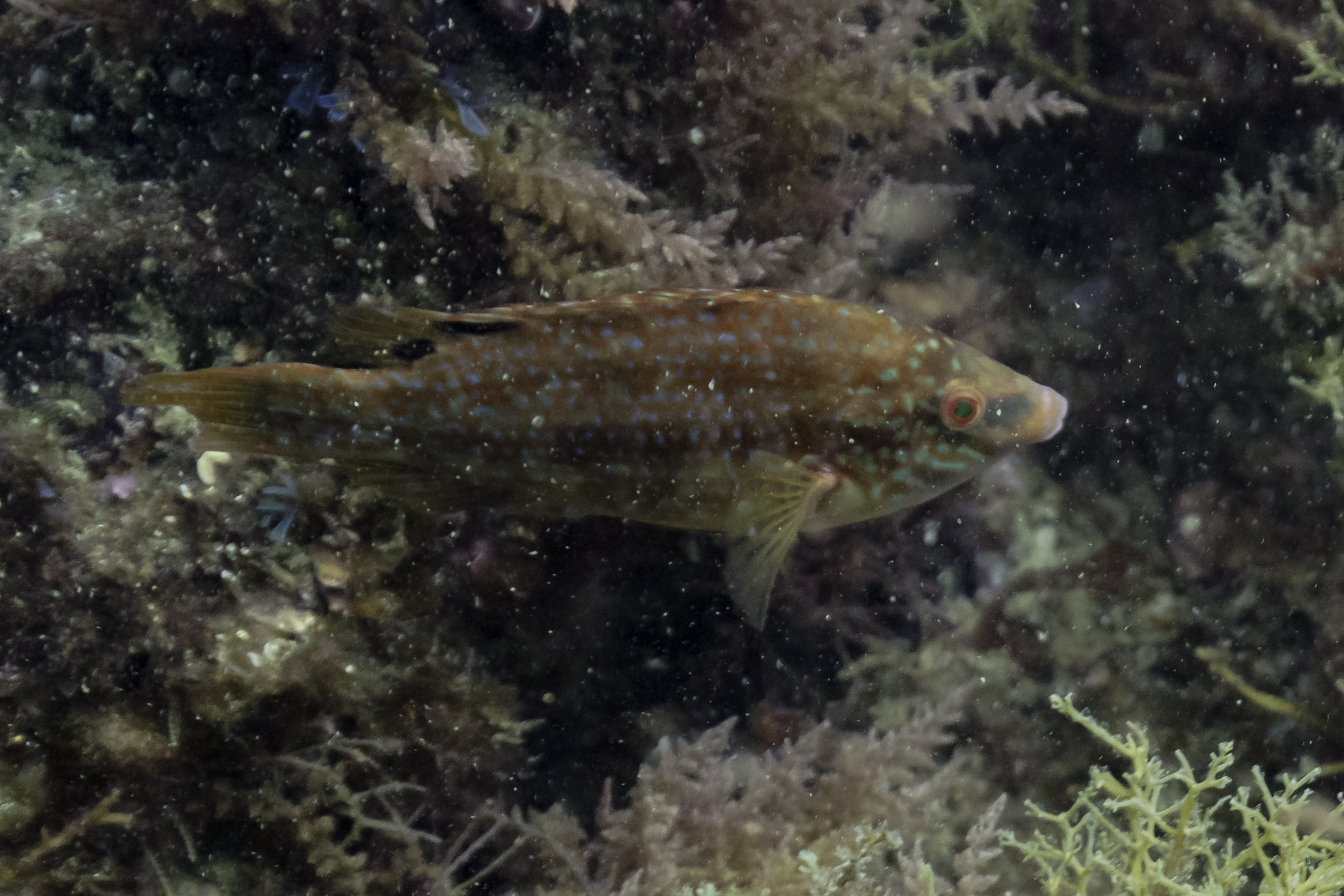
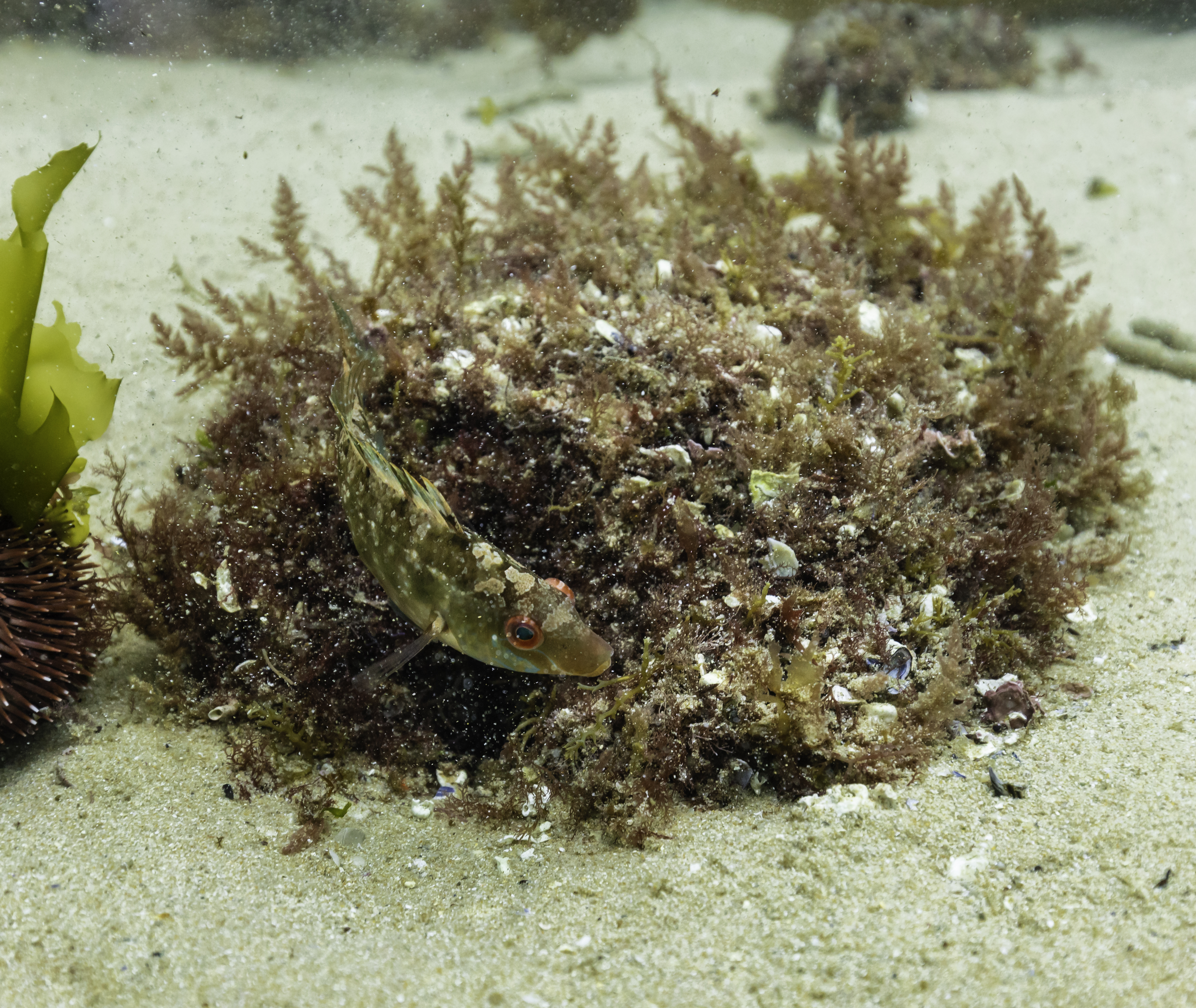
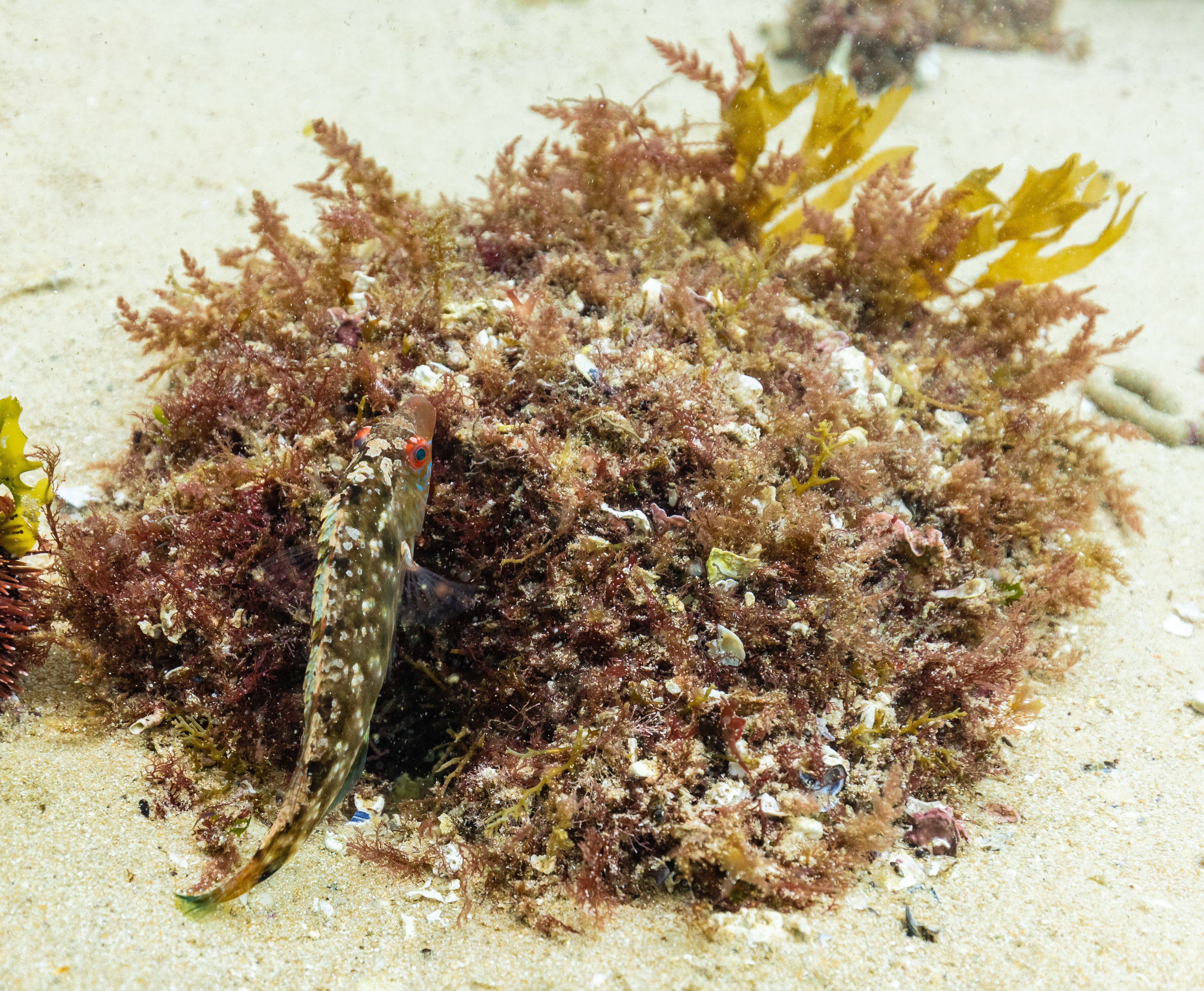